# Josef Sebald
Josef Sebald (* 17. Oktober 1905 in Aubing; † 27. August 1960 in Rosenheim) war ein deutscher Politiker (SPD).

## Leben
Sebald erlernte 1917 den Beruf des Gerbers und musste diesen nach einem schweren Berufsunfall 1918 aufgeben. Im Jahr 1928 trat er der SPD bei und heiratete im Jahr 1932. Von 1930 bis 1933 war er als Gewerkschaftsangestellter in Rosenheim tätig. Bereits 1933 musste er aus politischen Gründen fliehen. Nach seiner Rückkehr aus Österreich 1935 wurde er im Konzentrationslager Dachau eingesperrt. Es folgte 1939 eine Kriegsdienstverpflichtung zur Kolbermoorer Zeitung als Lokalschriftleiter und Geschäftsführer. Jedoch musste er nach dem Hitlerattentat im Jahr 1944 wieder bis kurz vor dem Einmarsch der Amerikaner in das KZ Dachau. Im Jahr 1945 wurde er Stadtrat in Rosenheim und ehrenamtlicher Unterbezirksleiter der SPD.
Vom 27. November 1950 bis zum 3. Dezember 1958 war er für den Wahlkreis Oberbayern Mitglied des Bayerischen Landtages sowie der SPD-Fraktion. Im Landtag war er Mitglied des Ausschusses für Geschäftsordnung und Wahlprüfung, des Ausschusses für Bayern Pfalz, des Ausschusses für Ernährung und Landwirtschaft, des Untersuchungsausschusses zur Prüfung der Vorgänge im Landesentschädigungsamt, des Ausschusses für Sozialpolitische Angelegenheiten sowie des Ausschusses für die Geschäftsordnung. Von 1958 bis zu seinem Tod 1960 war Sebald Oberbürgermeister von Rosenheim. Nach ihm ist die "Sepp-Sebald-Siedlung" im Rosenheimer Norden benannt.